# 小行星207603
小行星207603（207603 Liuchaohan），臨時編號2006 QD111，是一顆位於小行星帶的小行星。由鹿林天文台於2006年8月27日發現。
該小行星以台灣物理學家與教育家劉兆漢命名，劉兆漢為國際電機電子工程學會會士、中央研究院院士，並於1990年至2003年擔任國立中央大學校長。。